# Romana Ganzoni

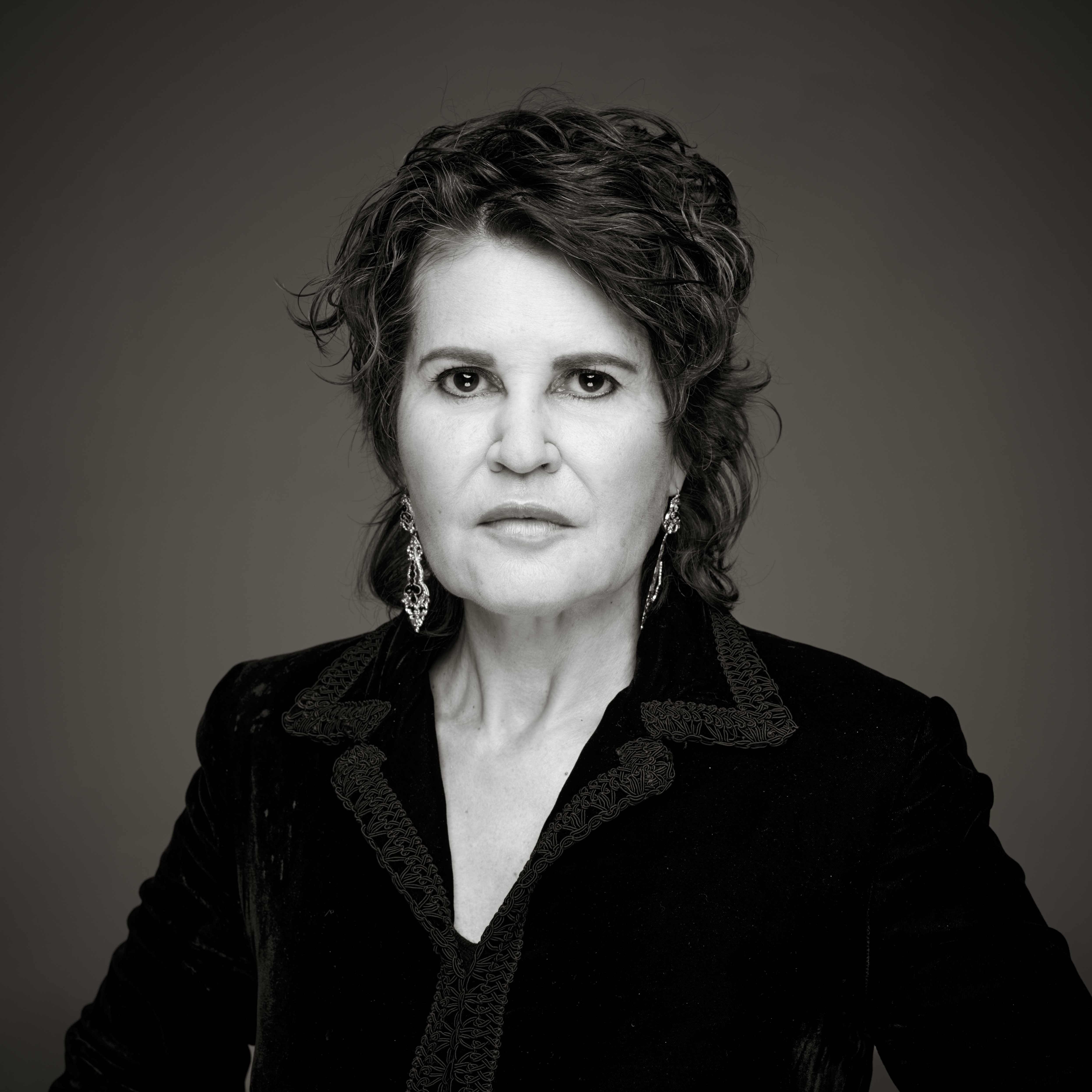
Romana Ganzoni (2024)

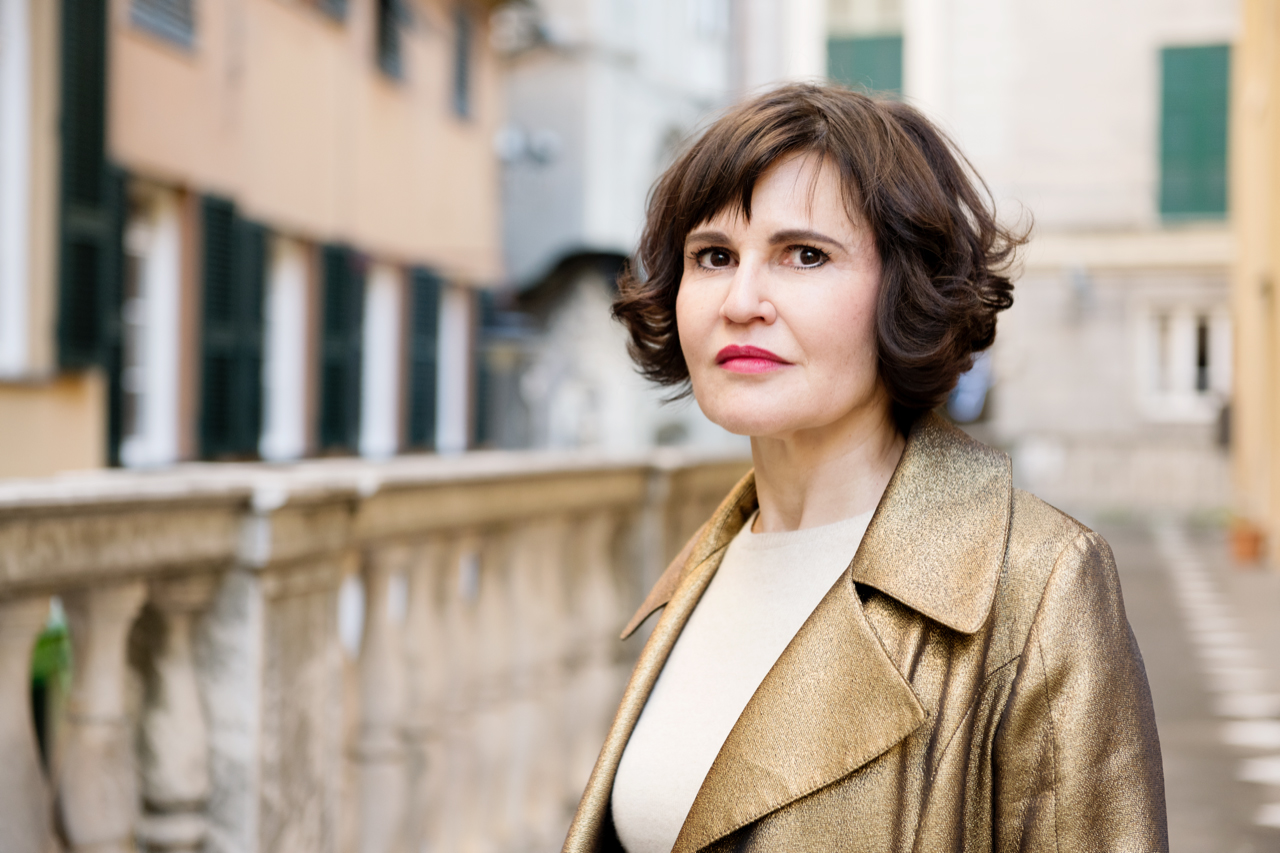
Romana Ganzoni (2019)

Romana Ganzoni (* 18. April 1967 in Scuol; heimatberechtigt in St. Antönien und Celerina) ist eine Schweizer Schriftstellerin.

## Leben
Romana Ganzoni ist die Tochter von Roman und Luisa Flütsch, geborene Lang. In der Familie wurden zwei deutschbündnerische Dialekte gesprochen. Die Alphabetisierung im rätoromanischen Idiom «vallader» verdankt Ganzoni ihrem ersten Lehrer Chasper Sarott. Hochdeutsch lernte sie ab der fünften Klasse als Fremdsprache. Später kam das rätoromanische Idiom «puter» dazu.
Nach Primarschule in Scuol und Gymnasium am Hochalpinen Institut Ftan studierte Ganzoni an der Universität Zürich Allgemeine Geschichte und Germanistik. Danach unterrichtete sie, unterbrochen von einem einjährigen London-Aufenthalt, 20 Jahre an verschiedenen Gymnasien in Zürich und im Engadin. Literarische Publikationen erfolgten ab 2013 sowie regelmässige Schreibaufenthalte in Genua und Leipzig.
Romana Ganzoni ist mit dem Juristen Riet Ganzoni verheiratet und Mutter von drei erwachsenen Kindern. Sie lebt in Celerina und ist Mitglied des Autorenverbandes A*dS, von PEN, ProLitteris sowie Suisa.

## Werke (Auswahl)

### Bücher
- Granada Grischun. Erzählungen. Rotpunktverlag, Edition Blau, Zürich 2017, ISBN 978-3-85869-739-4.
- Tod in Genua. Roman. Rotpunktverlag, Edition Blau, Zürich 2019, ISBN 978-3-85869-843-8.
- Vent per mia vela. 32 poesias e prosa cuorta. Chasa Paterna, Uniun dals Grischs, Schlarigna 2020, ISBN 978-3-908611-51-6.
- Blackboard. Translated by Hannah Felce. Strangers Press, Norwich (UK) 2022, ISBN 978-1-913861-47-6.
- Magdalenas Sünde. Roman. Telegramme Verlag, Zürich 2021, ISBN 978-3-907198-52-0  ud als Taschenbuch bei Diogenes, detebe 24656, Zürich 2022, ISBN 978-3-257-24656-8.

### Theaterstücke
- Ün tschientmillevel da l’abc feminin. Monolog. Idiom: puter. Uraufgeführt in der Fundaziun Nairs. Schauspielerin: Anny Weiler. Scuol, 29. September 2018.
- Zu nah, um nicht dabei gewesen zu sein. Ausgehend von «Blick und Tat». Entwickelt von der Shakespeare Company, Zuoz. Leitung: Ivo Bärtsch. Uraufgeführt im Zuoz Globe, 4. Dezember 2022.
- Ein Waldstück. Nach einer Idee von Gian Rupf. Mit Gian Rupf, Nicole Knuth, Astrid Alexandre, Christian Zehnder. Uraufführung Naturpark Parc Ela, 21. Juni 2024.
- CirquOpus. Teater musical. Cun chantautur Curdin Nicolay e keyboarder André Gemassmer. Idiom: puter. Uraufführung anlässlich des Literaturfestivals Favella Bella, Chesa Planta, Samedan, 20. Juli 2024.

### Verstreute Texte
- Zwischentöne in der Höhenluft. Essay zum Festival da Jazz St. Moritz. In: NZZ am Sonntag, Nr. 70, 16. Juni 2019.
- Nicht ohne meine Maske. In: Reparatur der Zukunft. Jahrbuch 14, Literaturhaus Liechtenstein, Triesen 2020.
- Look the Gas Pumps! Essay. Deutsch/English. In: Alpine Signals. Fotoband Thomas Kneubühler. Verlag für moderne Kunst, Wien 2021.
- Das graue Haus. In: die horen. Zeitschrift für Literatur, Kunst, Kritik, Nr. 288, Jg. 67. Hg. Erb/Hamann, Wallstein Verlag, Göttingen 2022.
- Painch e pulenta. In: Litteratura 42. Sex. Uniun per Litteratura Rumantscha, Cuoira 2023.
- Blue. In: Durchatmen. Geschichten über Gelassenheit. Diogenes, Zürich 2023.
- Mein Neni. In: Fragen hätte ich noch. Geschichten von unseren Grosseltern. Hg. W. Schneider-Lastin. Rotpunktverlag, Edition Blau, Zürich 2024.

### Kinder- und Jugendbücher
- Die Torte. Jugendroman. da bux Verlag, Werdenberg 2020, ISBN 978-3-906876-19-1.
- Die Bienenkönigin. Nach dem Märchen der Brüder Grimm. Illustriert von Ekaterina Chernetskaya. Baeschlin, Glarus 2021, ISBN 978-3-03893-032-7.
- Lost in Zambail. Jugendroman. da bux Verlag, Werdenberg 2024. ISBN 978-3-906876-39-9.

### Schulhausromane
- Terror in Engiadina. Roman da scoula. Schulhausroman. Die Provinz, Zürich 2018, ISBN 978-3-905725-07-0.
- So fern, so nah. Heimat und Hoffnungen von jungen Geflüchteten. Gedichte mit und von Jugendlichen aus Afghanistan, Syrien, Somalia, Eritrea, Sri Lanka, dem Iran und dem Irak. Hg. Verein IG offenes Davos, 2019, ISBN/GTIN 16195371.
- Capricorns e cocaìn. Roman da scoula. Schulhausroman. Mit deutscher Übersetzung von Romana Ganzoni. Die Provinz, Zürich 2020, ISBN 978-3-907217-16-0.

### Lyrics und Film
- Duos chanzuns. Zwei Lieder. La negla cotschna e Blablabla Blablabli. Disc compact „La vita“ dal cantautore Angelo Andina. Arrandschamaint cun Andi Schnoz, Rolf Caflisch, Luca Schwarz, Chiara Jacomet. Aquarium Studios Zürich 2018.
- L’üert alpin. Imna dal parc naziunal svizzer. Nationalparkhymne. Melodia: Flavio Bundi. Prümaaudiziun: 3 gün. Coros virils da l’Engiadina Bassa e Val Müstair. Zernez 2023.
- Wie ein Segen. In: Rest in Poetry. Film von Tina-Maria Feyrer und Michael Stavaric. Mit Mireille Zindel, Martina Caluori, Anna Stern, Romana Ganzoni. Uraufführung Paulus Akademie Zürich/Friedhof Forum Zürich, 12. März 2024.

## Auszeichnungen (Auswahl)
- 2014: Finalistin Ingeborg-Bachmann-Preis, Klagenfurt[2]
- 2015: Erster Preis Essay-Wettbewerb, Berner Bund[3]
- 2020: Bündner Literaturpreis[4]
- 2022: Kulturpreis der Stiftung Georg Aliesch-Davaz[5]
- 2023/24: Mentorat, Double, Migros-Kulturprozent[6]